# Discografia dei Korn
Questa che segue è la discografia dei Korn, gruppo musicale nu metal statunitense. Attivi dal 1993, il gruppo conta nella propria discografia quattordici album in studio, tre album dal vivo, tre raccolte, sei EP e oltre quaranta singoli.

## Album

### Album in studio
| Anno                                                                          | Titolo | Classifiche | Classifiche | Classifiche | Classifiche | Classifiche | Classifiche | Classifiche | Classifiche | Classifiche | Classifiche | Classifiche | Classifiche | Certificazioni                                                                                          |
| Anno                                                                          | Titolo | USA         | AUS         | AUT         | CAN         | FIN         | GER         | ITA         | NLD         | NZL         | SWE         | SWI         | UK          | Certificazioni                                                                                          |
| ----------------------------------------------------------------------------- | --- | ----------- | ----------- | ----------- | ----------- | ----------- | ----------- | ----------- | ----------- | ----------- | ----------- | ----------- | ----------- | --- |
| 1994                                                                          | Korn - Pubblicato: 11 ottobre 1994 - Etichetta: Epic, Immortal - Formati: CD, LP, MC, download digitale                   | 72          | 46          | —           | —           | —           | —           | —           | 56          | 10          | —           | —           | 181         | - AUS: Platino - NZL: Platino - UK: Oro - USA: Platino (2)                                              |
| 1996                                                                          | Life Is Peachy - Pubblicato: 15 ottobre 1996 - Etichetta: Epic, Immortal - Formati: CD, LP, MC, download digitale         | 3           | 26          | 21          | 32          | 24          | 85          | —           | 87          | 1           | 43          | —           | 32          | - AUS: Platino - CAN: Oro - NZL: Oro - UK: Oro - USA: Platino (2)                                       |
| 1998                                                                          | Follow the Leader - Pubblicato: 18 agosto 1998 - Etichetta: Epic, Immortal - Formati: CD, LP, MC, download digitale       | 1           | 1           | 7           | 1           | 4           | 12          | 10          | 7           | 1           | 24          | —           | 5           | - AUS: Platino (3) - CAN: Platino (3) - NLD: Oro - NZL: Platino - UK: Oro - USA: Platino (5)            |
| 1999                                                                          | Issues - Pubblicato: 16 novembre 1999 - Etichetta: Epic, Immortal - Formati: CD, LP, MC, download digitale                | 1           | 1           | 13          | 2           | 4           | 9           | 23          | 13          | 2           | 42          | 86          | 37          | - AUS: Platino (2) - CAN: Platino (2) - GER: Oro - NLD: Oro - NZL: Platino - UK: Oro - USA: Platino (3) |
| 2002                                                                          | Untouchables - Pubblicato: 11 giugno 2002 - Etichetta: Epic, Immortal - Formati: CD, LP, MC, download digitale            | 2           | 2           | 2           | 3           | 3           | 1           | 3           | 13          | 4           | 7           | 5           | 4           | - AUS: Platino - NZL: Oro - UK: Oro - USA: Platino                                                      |
| 2003                                                                          | Take a Look in the Mirror - Pubblicato: 21 novembre 2003 - Etichetta: Epic, Immortal - Formati: CD, LP, download digitale | 9           | 37          | 2           | —           | 10          | 8           | 16          | 21          | 19          | 18          | 14          | 53          | - AUS: Oro - GER: Oro - UK: Argento - USA: Platino                                                      |
| 2005                                                                          | See You on the Other Side - Pubblicato: 6 dicembre 2005 - Etichetta: Virgin - Formati: CD, LP, download digitale          | 3           | 19          | 7           | 17          | 18          | 12          | 23          | 37          | 8           | 35          | 11          | 71          | - AUS: Oro - CAN: Oro - GER: Oro - NZL: Platino - UK: Argento - USA: Platino                            |
| 2007                                                                          | Untitled - Pubblicato 31 luglio 2007 - Etichetta: Virgin - Formati: CD, LP, download digitale                             | 2           | 11          | 3           | 5           | 2           | 3           | 19          | 32          | 3           | 17          | 9           | 15          | - USA: Oro                                                                                              |
| 2010                                                                          | Korn III: Remember Who You Are - Pubblicato: 13 luglio 2010 - Etichetta: Roadrunner - Formati: CD, LP, download digitale  | 2           | 8           | 3           | 4           | 14          | 4           | 19          | 20          | 5           | 23          | 8           | 23          | |
| 2011                                                                          | The Path of Totality - Pubblicato: 2 dicembre 2011 - Etichetta: Roadrunner - Formati: CD, CD+DVD, LP, download digitale   | 10          | 32          | 24          | 42          | 36          | 28          | 56          | 81          | 28          | 53          | 32          | 68          | |
| 2013                                                                          | The Paradigm Shift - Pubblicato: 8 ottobre 2013 - Etichetta: Prospect Park - Formati: CD, CD+DVD, 2 LP, download digitale | 8           | 7           | 7           | 9           | 22          | 7           | 28          | 38          | 22          | 60          | 16          | 16          | - UK: Oro                                                                                               |
| 2016                                                                          | The Serenity of Suffering - Pubblicato: 21 ottobre 2016 - Etichetta: Roadrunner - Formati: CD, LP, download digitale      | 4           | 5           | 6           | 7           | 8           | 3           | 15          | 27          | 9           | 23          | 6           | 9           | |
| 2019                                                                          | The Nothing - Pubblicato: 13 settembre 2019 - Etichetta: Elektra, Roadrunner - Formati: CD, LP, download digitale         | 8           | 5           | 7           | 11          | 13          | 6           | 14          | 24          | 10          | 60          | 4           | 9           | |
| 2022                                                                          | Requiem - Pubblicato: 4 febbraio 2022 - Etichetta: Loma Vista - Formati: CD, LP, MC, download digitale                    | 14          | 1           | 4           | 27          | 6           | 2           | 47          | 35          | —           | —           | 3           | 8           | |
| "—" indica una pubblicazione non classificata o non pubblicata in quel Paese. | |             |             |             |             |             |             |             |             |             |             |             |             | |

### Album dal vivo
| 2007                                                                          | MTV Unplugged - Pubblicato: 6 marzo 2007 - Etichetta: Virgin - Formati: CD, MC, download digitale                                              | 9 | 45 | 10 | 21 | 60 | 23 | 76 | 54 | 11 | 48 | 131 |
| 2012                                                                          | The Path of Totality Tour: Live at the Hollywood Palladium - Pubblicato: 4 settembre 2012 - Etichetta: Shout! Factory - Formati: CD+DVD, CD+BD | — | —  | —  | —  | —  | —  | —  | —  | —  | —  | —   |
| 2023                                                                          | Requiem Mass - Pubblicato: 3 febbraio 2023 - Etichetta: Loma Vista - Formati: 2 CD, LP, download digitale                                      | — | —  | —  | —  | —  | —  | —  | —  | —  | —  | —   |
| "—" indica una pubblicazione non classificata o non pubblicata in quel Paese. | |   |    |    |    |    |    |    |    |    |    |     |

### Raccolte
| Anno                                                                          | Titolo | Classifiche | Classifiche | Classifiche | Classifiche | Classifiche | Classifiche | Classifiche | Classifiche | Classifiche | Classifiche | Classifiche | Classifiche | Certificazioni                                     |
| Anno                                                                          | Titolo | USA         | AUS         | AUT         | CAN         | FIN         | GER         | ITA         | NLD         | NOR         | NZL         | SWI         | UK          | Certificazioni                                     |
| ----------------------------------------------------------------------------- | --- | ----------- | ----------- | ----------- | ----------- | ----------- | ----------- | ----------- | ----------- | ----------- | ----------- | ----------- | ----------- | -------------------------------------------------- |
| 2004                                                                          | Greatest Hits Vol. 1 - Pubblicato: 5 ottobre 2004 - Etichetta: Epic, Immortal - Formati: CD, CD+DVD, download digitale | 4           | 8           | 10          | 6           | 20          | 17          | 31          | 60          | 12          | 3           | 22          | 22          | - AUS: Oro - NZL: Platino - UK: Oro - USA: Platino |
| 2006                                                                          | Live & Rare - Pubblicato: 9 maggio 2006 - Etichetta: Epic, Immortal - Formati: CD, download digitale                   | 51          | —           | 38          | —           | —           | 72          | 73          | —           | —           | —           | 64          | 193         |                                                    |
| 2006                                                                          | Chopped, Screwed, Live and Unglued - Pubblicato: 26 settembre 2006 - Etichetta: Virgin - Formati: 2 CD+DVD             | —           | —           | —           | —           | —           | —           | —           | —           | —           | 27          | —           | —           |                                                    |
| "—" indica una pubblicazione non classificata o non pubblicata in quel Paese. | |             |             |             |             |             |             |             |             |             |             |             |             |                                                    |

## Extended play
| Anno                                                                          | Titolo                                                                                                  | Classifiche |
| Anno                                                                          | Titolo                                                                                                  | UK          |
| ----------------------------------------------------------------------------- | --- | ----------- |
| 1999                                                                          | All Mixed Up - Pubblicato: 16 novembre 1999 - Etichetta: Resource - Formati: CD, download digitale      | 99          |
| 2005                                                                          | The Other Side - Part 1 - Pubblicato: 31 ottobre 2005 - Etichetta: Virgin - Formati: download digitale  | —           |
| 2005                                                                          | The Other Side - Part 2 - Pubblicato: 14 novembre 2005 - Etichetta: Virgin - Formati: download digitale | —           |
| 2009                                                                          | Digital EP #1 - Pubblicato: 28 settembre 2009 - Etichetta: Autoprodotto - Formati: download digitale    | —           |
| 2010                                                                          | Digital EP #2 - Pubblicato: 26 luglio 2010 - Etichetta: Autoprodotto - Formati: download digitale       | —           |
| 2010                                                                          | Digital EP #3 - Pubblicato: 13 dicembre 2010 - Etichetta: Autoprodotto - Formati: download digitale     | —           |
| "—" indica una pubblicazione non classificata o non pubblicata in quel Paese. | |             |

## Singoli
| Anno                                                                          | Titolo                                                    | Classifiche | Classifiche | Classifiche | Classifiche | Classifiche | Classifiche | Classifiche | Classifiche | Classifiche | Classifiche | Classifiche | Certificazioni           | Album di provenienza                   |
| Anno                                                                          | Titolo                                                    | USA         | USA Alt.    | USA Main.   | AUS         | AUT         | GER         | IRL         | ITA         | NLD         | SWI         | UK          | Certificazioni           | Album di provenienza                   |
| ----------------------------------------------------------------------------- | --------------------------------------------------------- | ----------- | ----------- | ----------- | ----------- | ----------- | ----------- | ----------- | ----------- | ----------- | ----------- | ----------- | ------------------------ | -------------------------------------- |
| 1995                                                                          | Blind                                                     | —           | —           | —           | —           | —           | —           | —           | —           | —           | —           | —           |                          | Korn                                   |
| 1995                                                                          | Shoots and Ladders                                        | —           | —           | —           | —           | —           | —           | —           | —           | —           | —           | —           |                          | Korn                                   |
| 1996                                                                          | No Place to Hide                                          | —           | —           | —           | —           | —           | —           | —           | —           | —           | —           | 26          |                          | Life Is Peachy                         |
| 1997                                                                          | A.D.I.D.A.S.                                              | —           | —           | —           | 45          | —           | —           | —           | —           | —           | —           | 22          |                          | Life Is Peachy                         |
| 1997                                                                          | Good God                                                  | —           | —           | —           | 81          | —           | —           | —           | —           | —           | —           | 25          |                          | Life Is Peachy                         |
| 1998                                                                          | All in the Family (feat. Fred Durst)                      | —           | —           | —           | —           | —           | —           | —           | —           | —           | —           | —           |                          | Follow the Leader                      |
| 1998                                                                          | Got the Life                                              | —           | 17          | 15          | 26          | —           | —           | —           | —           | —           | —           | 23          | - AUS: Oro               | Follow the Leader                      |
| 1999                                                                          | Freak on a Leash                                          | —           | 6           | 10          | 22          | —           | 58          | —           | —           | 23          | —           | 24          | - AUS: Oro - UK: Oro     | Follow the Leader                      |
| 1999                                                                          | Falling Away from Me                                      | —           | 7           | 7           | 62          | —           | 86          | —           | —           | 77          | —           | 24          |                          | Issues                                 |
| 2000                                                                          | Make Me Bad                                               | —           | 7           | 9           | 98          | —           | —           | —           | 30          | —           | —           | 25          |                          | Issues                                 |
| 2002                                                                          | Here to Stay                                              | 72          | 4           | 4           | 12          | 44          | 35          | 15          | 12          | 58          | 34          | 12          | - AUS: Oro - UK: Argento | Untouchables                           |
| 2002                                                                          | Thoughtless                                               | —           | 11          | 6           | —           | —           | 74          | 39          | —           | —           | 82          | 37          |                          | Untouchables                           |
| 2003                                                                          | Did My Time                                               | 38          | 17          | 12          | 29          | 12          | 12          | 24          | 19          | 87          | 17          | 15          |                          | Take a Look in the Mirror              |
| 2003                                                                          | Right Now                                                 | —           | 13          | 11          | —           | —           | —           | —           | —           | —           | —           | —           |                          | Take a Look in the Mirror              |
| 2004                                                                          | Everything I've Known                                     | —           | —           | 30          | —           | —           | —           | —           | —           | —           | —           | —           |                          | Take a Look in the Mirror              |
| 2004                                                                          | Word Up!                                                  | —           | 17          | 16          | 28          | 58          | 46          | —           | —           | —           | 47          | —           |                          | Greatest Hits Vol. 1                   |
| 2005                                                                          | Twisted Transistor                                        | 64          | 9           | 3           | 24          | 37          | 63          | 24          | 14          | 27          | 60          | 27          |                          | See You on the Other Side              |
| 2006                                                                          | Coming Undone                                             | 79          | 14          | 4           | 54          | —           | 86          | 49          | —           | —           | —           | 63          | - UK: Argento            | See You on the Other Side              |
| 2006                                                                          | Politics                                                  | —           | —           | 18          | —           | —           | —           | —           | —           | —           | —           | —           |                          | See You on the Other Side              |
| 2007                                                                          | Evolution                                                 | —           | 20          | 4           | —           | —           | —           | —           | —           | —           | —           | 114         |                          | Untitled                               |
| 2007                                                                          | Hold On                                                   | —           | 35          | 9           | —           | —           | —           | —           | —           | —           | —           | —           |                          | Untitled                               |
| 2008                                                                          | Haze                                                      | —           | —           | —           | —           | —           | —           | —           | —           | —           | —           | —           |                          | /                                      |
| 2010                                                                          | Oildale (Leave Me Alone)                                  | —           | 29          | 10          | 89          | —           | —           | —           | —           | —           | —           | —           |                          | Korn III: Remember Who You Are         |
| 2010                                                                          | Let the Guilt Go                                          | —           | —           | 23          | —           | —           | —           | —           | —           | —           | —           | —           |                          | Korn III: Remember Who You Are         |
| 2011                                                                          | Get Up! (feat. Skrillex)                                  | —           | 26          | 10          | —           | —           | —           | —           | —           | —           | —           | —           | - USA: Oro               | The Path of Totality                   |
| 2011                                                                          | Narcissistic Cannibal (feat. Skrillex and Kill the Noise) | —           | 18          | 6           | —           | —           | —           | —           | —           | —           | —           | —           |                          | The Path of Totality                   |
| 2012                                                                          | Chaos Lives in Everything (feat. Skrillex)                | —           | —           | —           | —           | —           | —           | —           | —           | —           | —           | —           |                          | The Path of Totality                   |
| 2013                                                                          | Never Never                                               | —           | 36          | 1           | —           | —           | —           | —           | —           | —           | —           | —           |                          | The Paradigm Shift                     |
| 2014                                                                          | Hater                                                     | —           | —           | 5           | —           | —           | —           | —           | —           | —           | —           | —           |                          | The Paradigm Shift: World Tour Edition |
| 2016                                                                          | Rotting in Vain                                           | —           | —           | 4           | —           | —           | —           | —           | —           | —           | —           | —           |                          | The Serenity of Suffering              |
| 2016                                                                          | Take Me                                                   | —           | —           | 2           | —           | —           | —           | —           | —           | —           | —           | —           |                          | The Serenity of Suffering              |
| 2017                                                                          | Black Is the Soul                                         | —           | —           | 10          | —           | —           | —           | —           | —           | —           | —           | —           |                          | The Serenity of Suffering              |
| 2019                                                                          | You'll Never Find Me                                      | —           | —           | 3           | —           | —           | —           | —           | —           | —           | —           | —           |                          | The Nothing                            |
| 2019                                                                          | Cold                                                      | —           | —           | —           | —           | —           | —           | —           | —           | —           | —           | —           |                          | The Nothing                            |
| 2019                                                                          | Can You Hear Me                                           | —           | —           | 4           | —           | —           | —           | —           | —           | —           | —           | —           |                          | The Nothing                            |
| 2020                                                                          | The Devil Went Down to Georgia (feat. Yelawolf)           | —           | —           | —           | —           | —           | —           | —           | —           | —           | —           | —           |                          | /                                      |
| 2021                                                                          | Start the Healing                                         | —           | —           | 2           | —           | —           | —           | —           | —           | —           | —           | —           |                          | Requiem                                |
| 2022                                                                          | Forgotten                                                 | —           | —           | —           | —           | —           | —           | —           | —           | —           | —           | —           |                          | Requiem                                |
| 2022                                                                          | Lost in the Grandeur                                      | —           | —           | —           | —           | —           | —           | —           | —           | —           | —           | —           |                          | Requiem                                |
| 2022                                                                          | Worst Is on Its Way                                       | —           | —           | —           | —           | —           | —           | —           | —           | —           | —           | —           |                          | Requiem                                |
| 2022                                                                          | Worst Is on Its Way (Requiem Mass)                        | —           | —           | —           | —           | —           | —           | —           | —           | —           | —           | —           |                          | Requiem Mass                           |
| "—" indica una pubblicazione non classificata o non pubblicata in quel Paese. |                                                           |             |             |             |             |             |             |             |             |             |             |             |                          |                                        |

## Altri brani entrati in classifica
| 2000                                                                          | Somebody Someone                                 | 23 | 23 | Issues                    |
| 2002                                                                          | Alone I Break                                    | 34 | 19 | Untouchables              |
| 2004                                                                          | Y'All Want a Single                              | —  | 23 | Take a Look in the Mirror |
| 2004                                                                          | Another Brick in the Wall (Parts 1, 2, 3)        | 37 | 12 | Greatest Hits Vol. 1      |
| 2007                                                                          | Freak on a Leash (MTV Unplugged) (feat. Amy Lee) | 29 | 22 | MTV Unplugged             |
| 2012                                                                          | Way Too Far (feat. 12th Planet and Flinch)       | —  | 38 | The Path of Totality      |
| 2014                                                                          | Spike in My Veins                                | —  | 5  | The Paradigm Shift        |
| "—" indica una pubblicazione non classificata o non pubblicata in quel Paese. |                                                  |    |    |                           |

## Videografia

### Album video
| Anno | Titolo                  | Certificazioni |
| ---- | ----------------------- | -------------- |
| 1997 | Who Then Now?           | - USA: Platino |
| 1999 | Family Values Tour '98  |                |
| 2002 | Deuce                   | - USA: Oro     |
| 2002 | Korn Live               | - USA: Oro     |
| 2006 | Live on the Other Side  |                |
| 2006 | Family Values Tour 2006 |                |
| 2008 | Live at Montreux 2004   |                |

### Video musicali
| Anno | Titolo                                                                | Regista/i                                                      |
| ---- | --------------------------------------------------------------------- | -------------------------------------------------------------- |
| 1995 | Blind                                                                 | McG                                                            |
| 1995 | Shoots and Ladders                                                    | McG                                                            |
| 1996 | Clown                                                                 | McG                                                            |
| 1996 | No Place to Hide                                                      | MTV                                                            |
| 1997 | A.D.I.D.A.S.                                                          | Joseph Kahn                                                    |
| 1997 | Faget                                                                 | McG                                                            |
| 1997 | Good God (Live)                                                       |                                                                |
| 1998 | Got the Life                                                          | McG                                                            |
| 1999 | Freak on a Leash                                                      | Jonathan Dayton e Valerie Faris, Todd McFarlane, Graham Morris |
| 1999 | Falling Away from Me                                                  | Fred Durst                                                     |
| 2000 | Make Me Bad                                                           | Martin Weisz                                                   |
| 2000 | Somebody Someone                                                      | Martin Weisz                                                   |
| 2002 | Here to Stay                                                          | The Hughes Brothers                                            |
| 2002 | Thoughtless                                                           | The Hughes Brothers                                            |
| 2002 | Alone I Break                                                         | Sean Dack                                                      |
| 2003 | Did My Time                                                           | Dave Meyers                                                    |
| 2003 | Right Now                                                             | Nathan Cox                                                     |
| 2004 | Y'All Want a Single                                                   | Andrews Jenkins                                                |
| 2004 | Everything I've Known                                                 | Gregory Ecklund                                                |
| 2004 | Word Up!                                                              | Antti Jokinen                                                  |
| 2004 | Another Brick in the Wall (Parts 1, 2, 3) (Live)                      | Bill Yukich                                                    |
| 2005 | Twisted Transistor                                                    | Dave Meyers                                                    |
| 2006 | Coming Undone                                                         | Director X                                                     |
| 2006 | Liar                                                                  | Tony Shiff                                                     |
| 2006 | Politics                                                              | Chris Kantrowitz                                               |
| 2007 | Freak on a Leash (MTV Unplugged) (feat. Amy Lee)                      | Alex Coletti                                                   |
| 2007 | Evolution                                                             | Dave Meyers                                                    |
| 2007 | Hold On                                                               | Vikram Gandhi                                                  |
| 2008 | Haze                                                                  |                                                                |
| 2010 | Oildale (Leave Me Alone)                                              | Phil Mucci                                                     |
| 2010 | Let the Guilt Go                                                      | Nathan Cox                                                     |
| 2011 | Get Up! (feat. Skrillex)                                              | Sébastien Paquet, Joshua Allen                                 |
| 2011 | Narcissistic Cannibal (feat. Skrillex and Kill the Noise)             | Alex Bulkley                                                   |
| 2012 | Chaos Lives in Everything (feat. Skrillex)                            | Joshua Allen                                                   |
| 2012 | Way Too Far (feat. 12th Planet and Flinch)                            | Joshua Allen                                                   |
| 2013 | Never Never                                                           | Giovanni Bucci                                                 |
| 2013 | Love & Meth                                                           | Giovanni Bucci                                                 |
| 2014 | Spike in My Veins                                                     | David Dinetz                                                   |
| 2014 | Hater                                                                 | David Yarovesky                                                |
| 2016 | Rotting in Vain                                                       | Dean Karr                                                      |
| 2016 | Insane                                                                | Ryan Valdez                                                    |
| 2016 | A Different World (feat. Corey Taylor)                                | Luis Téllez                                                    |
| 2016 | A Different World (Live) (feat. Corey Taylor)                         | Sébastien Paquet, Strati Hovartos                              |
| 2016 | Take Me                                                               | Andrew Baird                                                   |
| 2017 | Black Is the Soul                                                     | Ryan Valdez                                                    |
| 2019 | You'll Never Find Me                                                  | Andzej Gavriss                                                 |
| 2019 | You'll Never Find Me (Live)                                           | Sébastien Paquet                                               |
| 2019 | Cold (Live)                                                           | Sébastien Paquet                                               |
| 2020 | Can You Hear Me                                                       | Adam Mason                                                     |
| 2020 | Finally Free                                                          |                                                                |
| 2021 | Start the Healing                                                     | Timothy Saccenti                                               |
| 2022 | Worst Is on Its Way                                                   | Craig Bernard, Culley Bunker                                   |
| 2022 | Worst Is on Its Way (Requiem Mass)                                    | Sébastien Paquet, Kevin Garcia                                 |
| 2022 | Worst Is on Its Way (Health Remix) (feat. Danny Brown & Meechy Darko) | Mynxii White                                                   |